# Mori (Hokkaido)
Mori (jap. 森町 Mori-machi) – miasto w Japonii, w prefekturze Hokkaido, w podprefekturze Oshima. Według danych na rok 2020 miejscowość zamieszkiwało 14 338 mieszkańców , a gęstość zaludnienia wyniosła 38,9 os./km².